# Rock with You
〈Rock with You〉는 미국의 가수 마이클 잭슨이 녹음한 곡이다. 로드 템퍼턴이 작사, 작곡하고 퀸시 존스가 프로듀싱했다. 이 곡은 캐런 카펜터가 첫 솔로 음반을 작업하던 중 처음 제안되었으나 거절하였다. 이 곡은 1979년 11월 3일 에픽 레코드에 의해 잭슨의 다섯 번째 솔로 스튜디오 음반 《Off the Wall》(1979년)의 두 번째 싱글로 발매되었다. 이는 또한 잭슨이 곧 팝 싱글 차트를 장악하게 될 1980년대의 세 번째 1위 히트곡이기도 했다.
이는 미국 팝 차트(잭슨의 세 번째 차트 1위)와 R&B 차트(잭슨의 두 번째 차트 1위)에서 모두 1위에 올랐다. 1980년 1월 19일부터 2월 9일까지 총 4주, 2월 9일까지 6주 동안(전 1월 5일부터 2월 9일까지) 전 차트에서 1위를 차지했다. 《빌보드》에 따르면 이 노래는 1980년 4번째로 큰 싱글이다. 그것은 또한 디스코 시대의 마지막 히트곡 중 하나로 여겨진다.

## 구성
〈Rock with You〉는 E♭ 마이너 키로 작곡된 디스코와 펑크 곡이다. 미터기는 114bpm에서 4/4이다. 잭슨의 음역은 F3부터 G5까지이다.

## 뮤직 비디오
이 곡의 뮤직 비디오는 짧은 싱글 버전을 사용하여 공개되었다. 그것은 반짝이는 금속으로 장식한 슈트를 입은 마이클이 밝은 레이저를 등지고 노래를 부르는 모습을 담고 있다. 이 비디오는 브루스 가워스가 감독을 맡았고 1979년 캘리포니아주 로스엔젤레스의 800 스테이지에서 촬영되었다.

## 곡 목록
유럽 7인치 싱글 (EPC 8206)
1. "Rock with You" – 3:38
2. "Get on the Floor" – 4:44

영국 12인치 싱글 (EPC 13 8206)
1. "Rock with You" - 3:20
2. "You Can't Win" - 7:17
3. "Get on the Floor" - 4:44

미국 7인치 싱글 (9-50797)
1. "Rock with You" – 3:20
2. "Working Day and Night" – 4:55

## 인증
| 국가                               | 인증        | 판매량/출하량 |
| ---------------------------------- | ----------- | ------------- |
| 영국 (BPI)                         | 골드        | 399,000       |
| 미국 (RIAA)                        | 2× 플래티넘 | 2,000,000     |
| 판매량+스트리밍을 기반으로 한 인증 |             |               |